# 乌尔旗汗站
乌尔旗汗站是位于中华人民共和国内蒙古自治区牙克石市乌尔其汉镇的一个铁路车站，建于1944年，有牙林铁路经过该站，现办理客货运业务。车站距离牙克石站68公里，隶属中国铁路哈尔滨局集团，是三等站。